# قتلگاه: مزدور

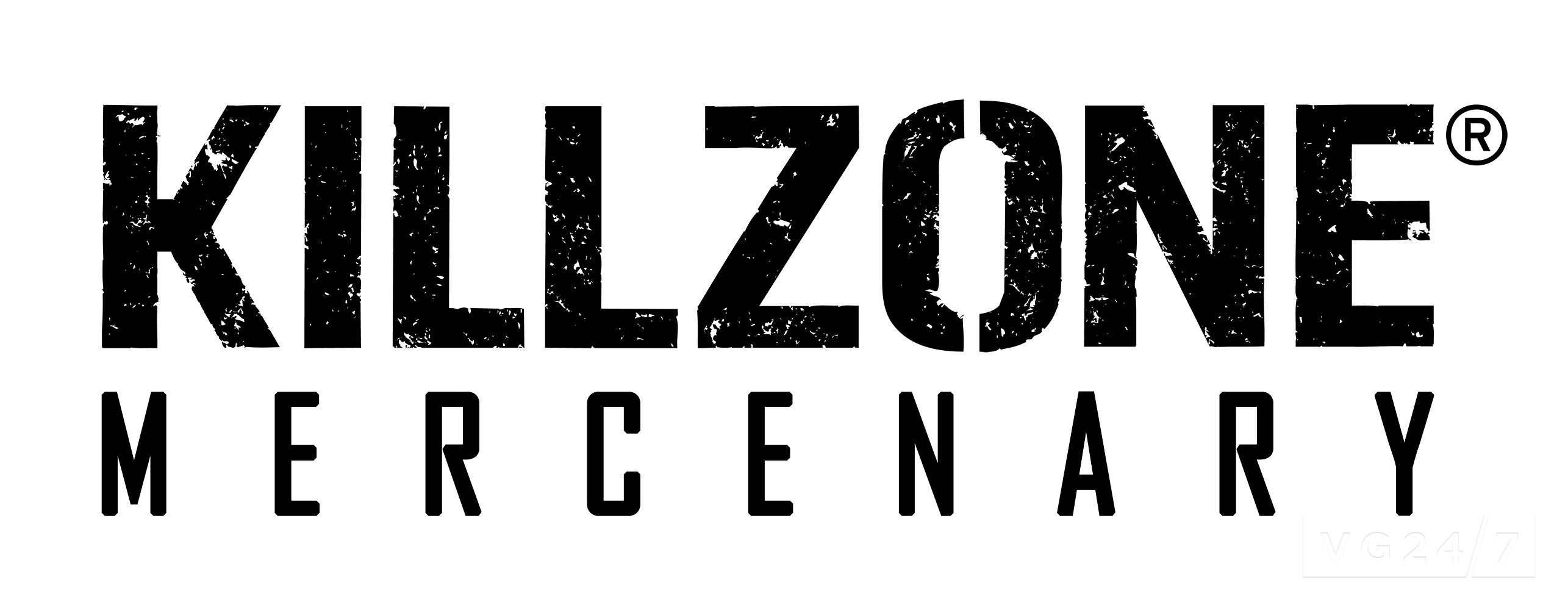
قتلگاه: مزدور

قتلگاه: مزدور (به انگلیسی: Killzone: Mercenary) یک بازی ویدئویی به سبک تیراندازی اول شخص که توسط گوریلا کمبریج ساخته شده و بوسیلهٔ سونی کامپیوتر انترتینمنت در سپتامبر ۲۰۱۳، برای کنسول بازی دستی پلی‌استیشن ویتا منتشر شده‌است. این دومین نسخه از مجموعه بازی‌های قتلگاه برای کنسول‌های قابل حمل، و اولین بازی است که به طور مستقیم توسط گوریلا گیمز ساخته نشده‌است.